# 里奇伍德 (印第安納州)
里奇伍德（英語：Ridgewood）是位於美國印地安納州摩根縣的一個非建制地區。該地的面積和人口皆未知。